# Cristóvão José dos Santos
Cristóvão José dos Santos (nascido em Santa Catarina em 1790) foi um médico brasileiro; foi Presidente da Academia Imperial de Medicina (hoje Academia Nacional de Medicina).